# Xot de l'Índia
El xot de l'Índia (Otus bakkamoena) és una espècie d'ocell de la família dels estrígids (Strigidae). Habita boscos i zones més obertes d'Àsia meridional, a Nepal, Índia i Sri Lanka. El seu estat de conservació es considera de risc mínim.